# Melasse

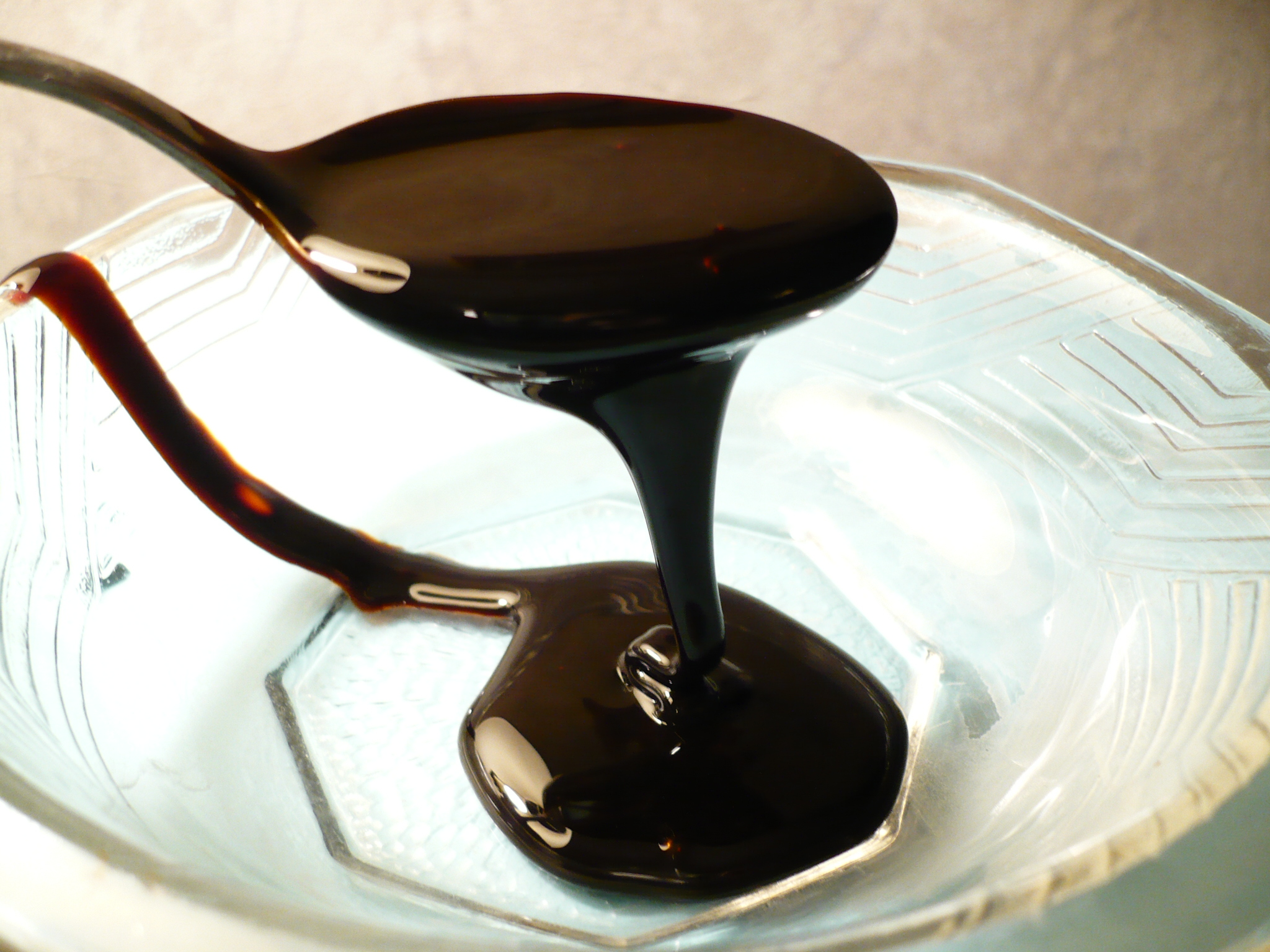
Melasse

Melasse is een stroopachtig bijproduct van de productie van suiker uit suikerriet of suikerbieten.
Melasse afkomstig van suikerbieten bevat ongeveer 50% suiker, maar is door de aanwezigheid van sommige andere stoffen in onbewerkte toestand voor mensen ongenietbaar. Melasse wordt gebruikt als ingrediënt, bijvoorbeeld voor het maken van roggebrood en drop. Verder vindt het toepassingen als veevoer.
In de loop van de zestiende eeuw ontdekte men dat men de melasse, nadat die weer met water was aangelengd, kon laten vergisten om vervolgens de alcohol eruit te distilleren. Aanvankelijk was dit destillaat van de melasse nogal onzuiver. Facundo Bacardi zorgde voor een betere destillatietechniek. Melasse van suikerriet werd daarmee het basisproduct van rum. Het wordt ook gebruikt voor de productie van onder andere ketjap, sojasaus en donker bier.
Ook wordt melasse als grondstof veelvuldig gebruikt binnen de fermentatie-industrie. Voorbeelden zijn: (bakkers)gist, citroenzuur, lysine en bio-ethanol/bio-butanol. Vaak werkt men met regionaal geproduceerde melasse (in Europa is dit bietmelasse), maar veel wordt aangevoerd met grote zeetankers uit landen als Pakistan, India, Latijns-Amerika etc. Deze melasse is afkomstig van rietsuiker. Wereldwijd wordt zo’n 50 miljoen ton melasse geproduceerd.
Melasse kan ook als elektronendonor fungeren bij in situ sanering (sanering ter plekke). Bij sanering van stoffen als chloroform en tetrachloormethaan kan het dienen om de chloorionen om te wisselen met waterstofionen. Hierdoor komt energie vrij die de bacteriën weer voor eigen doeleinden kunnen gebruiken.
Een extract van melasse, met strooizout vermengd, zou gebruikt worden voor wintergladheidsbestrijding.
Een voorbeeld van de samenstelling van de melasse is:
| Sacharose                                             | 50 %   |
| Water                                                 | 20 %   |
| Schadelijke stikstof (α-aminoN)                       | 4,90 % |
| Betaïne                                               | 5,50 % |
| Kalium+natrium                                        | 5,43 % |
| Overige metalen                                       | 0,37 % |
| Organische stikstofvrije zuren                        | 4,26 % |
| Zure anhydriden                                       | 1,68 % |
| Raffinose, kestose, galactinol en reducerende stoffen | 1,96 % |
| Rest                                                  | 5,90 % |